# Ercole Consalvi
Ercole Consalvi (8. června 1757 – 24. ledna 1824) byl kardinál–jáhen římskokatolické církve.

## Život
V letech 1800–1806 a znovu v letech 1814–1823 působil jako kardinál státní sekretář. Účastnil se jako papežský velvyslanec Vídeňského kongresu, kde se mu podařilo vyjednat obnovení papežského státu. Podepsal konkordát z roku 1801 jménem papeže.